# Kyparíssia (Arcadie)
Ne doit pas être confondue avec Kyparissía en Messénie.
Kyparíssia (grec moderne : Κυπαρίσσια) est une localité située dans le dème de Mégalopolis, dans le district régional d'Arcadie, dans la périphérie du Péloponnèse, en Grèce.
Selon le recensement de 2021, elle compte 15 habitants.